# Vachana

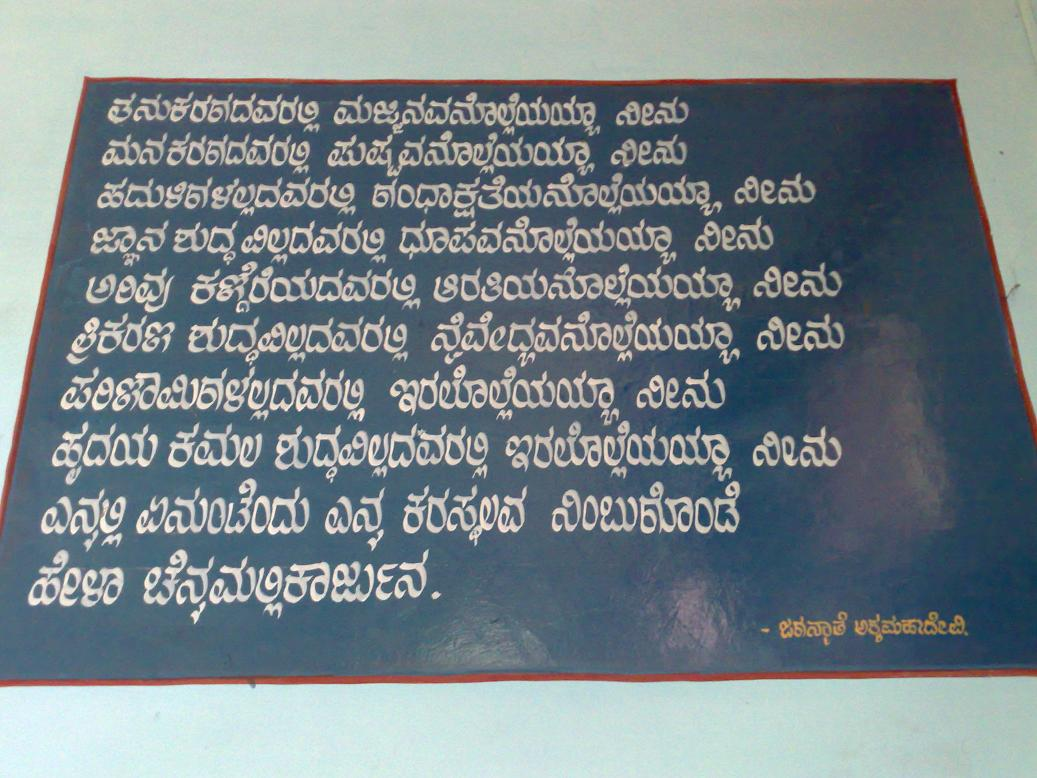
Un vachana en kannada de la poétesse Mahadeviyakka

Le vachana ou vachana sahitya (kannada : ವಚನ ಸಾಹಿತ್ಯ) est une forme d'écriture poétique à caractère religieux de langue kannada apparue au XIe siècle, et qui a prospéré au XIIe siècle au sein du mouvement lingyatiste. Vachana signifie littéralement "(ce qui a) été dit".
Madara Chennaiah, un cordonnier-saint du XIe siècle est le premier poète de cette tradition.